# Adolf Martens
Adolf Karl Gottfried Martens, nemški znanstvenik, * 6. marec 1850, Bakendorf bei Hagenow, Nemčija, † 24. julij 1914, Groß-Lichterfelde.
Po študiju strojništva v Berlinu se je kot inženir zaposlil na železnici. Tu se je srečeval s praktičnimi problemi povezanimi z jeklenimi konstrukcijami, predvsem s problemi glede izbire in kakovosti jekla. Zadolžen je bil tudi za preskuse materialov in je v svojem prostem času na lastne stroške razvil optični mikroskop s cca. 200-kratno povečavo za preiskavo kristalne strukture kovin.  
Od leta 1880 je bil asistent na tehniški visoki šoli v Berlinu, kasneje pa tudi profesor. Leta 1884 je prevzel vodstvo urada za mehanske preskuse, ki je kmalu postal vodilna in največja ustanova te vrste v Evropi. V času svojega delovanja na uradu je zasnoval mnogo naprav za preskušanje materialov. Leta 1889 je kot eden redkih tehnikov postal redni član Nemške akademije znanosti. Štejemo ga za utemeljitelja znanosti preskušanja materialov in mikroskopije kovin. Po njem se imenuje martenzit.
Leta 1991 so v spomin na njegovo delo in zasluge na področju preskušanja materialov v Nemčiji ustanovili Sklad Adolfa Martensa, ki vsaki dve leti tudi podeljuje nagrado Adolfa Martensa za dosežke na področju razvoja in preskušanja materialov, analitične kemije ter varnostne tehnike in na sorodnih področjih.